# Day (rivier)
De Day (quốc ngữ: Đáy, Vietnamees: Sông Đáy) is een zijrivier van de Rode Rivier in Vietnam, die ongeveer 35 km ten oosten van Hanoi bij het plaatsje Hat Mon aftakt van de Rode Rivier en vandaar naar het zuiden loopt en zo'n 70 km ten zuiden van Haiphong in de Golf van Tonkin in zee stroomt.
Enkele eeuwen geleden was dit een belangrijke tak van de Rode Rivier, maar in de loop der jaren is de hoofdstroom bij de bifurcatie zodanig veranderd dat het meeste water nu naar het oosten, via Hanoi naar zee loopt. Met name het noordelijke deel van de rivier stelde niet zoveel meer voor, en werd steeds meer voor bewoning en intensieve landbouw gebruikt. Maar bij grote rivierafvoer van de Rode Rivier werd veel water afgetakt via de Day, hetgeen tot de nodige overstromingen in dat gebied leidde.
Door de sedimentafvoer in het verleden is er bij de monding van de rivier een delta gevormd. Omdat deze rivier tegenwoordig vrijwel geen sediment meer afvoert, is deze delta door de brandingsstroom afgebroken. Het probleem daardoor is dat er ten zuiden van de monding kusterosie optreedt. Door deze brandingsstroom buigt de monding ook steeds meer in zuidelijke richting. Dit probleem wordt nog versterkt doordat de sedimentaanvoer langs de kust vanuit het noorden ook verminderd is doordat andere takken van de Rode River, met name de So en de Ninh Co, ook minder sediment afvoeren.

## Đáy-dam

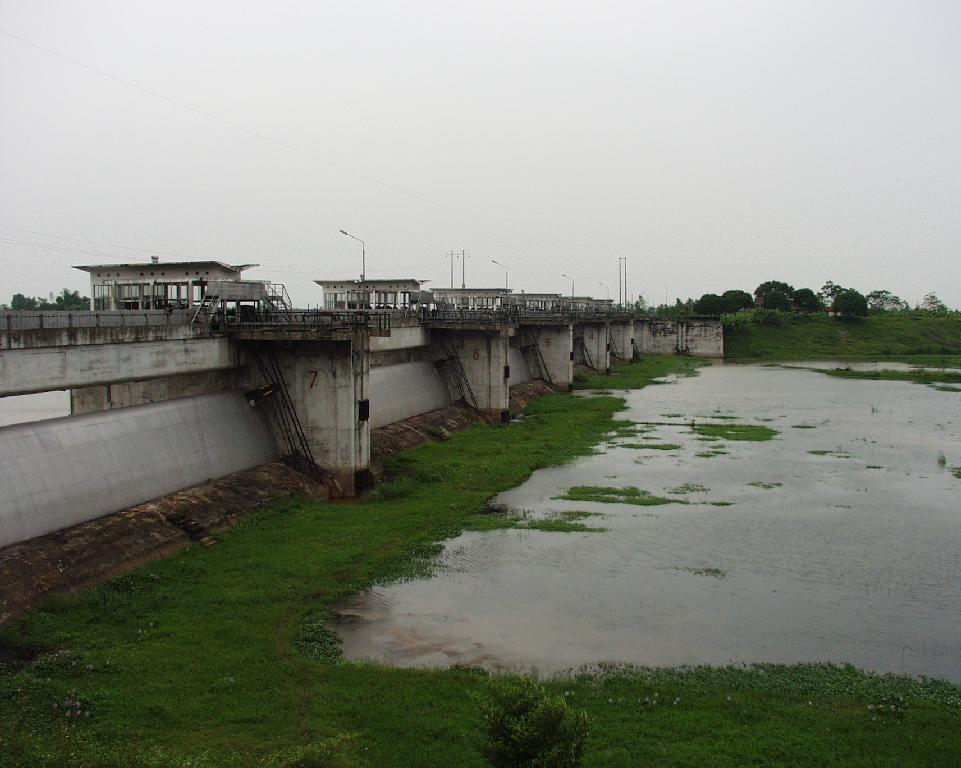
De Day-dam

In 1937 werd daarom door de Franse koloniale overheid besloten om het stroomgebied van de Day te beschermen tegen overstromingen door de bouw van de Day-dam, ongeveer 10 km stroomafwaarts van de bifurcatie met de Rode Rivier. Feitelijk is dit niet zozeer een dam, maar een keersluis. Deze sluis heeft 6 openingen met schuiven. Normaal is deze gesloten, maar bij extreem hoge afvoer van de Rode Rivier kon deze geopend worden om op die manier te hoge waterstanden bij Hanoi te voorkomen (een dijkdoorbraak van de bandijk van de Rode Rivier bij Hanoi zou inundatie van de gehele hoofdstad en omgeving inhouden). Daarnaast was een kleine doorlaatsluis om onder normale toestand wat water in te laten om de kwaliteit van het water in het Daybekken op peil te houden. Door deze werken werd de Day feitelijk een groene rivier.

## Vân Cốc-sluizen

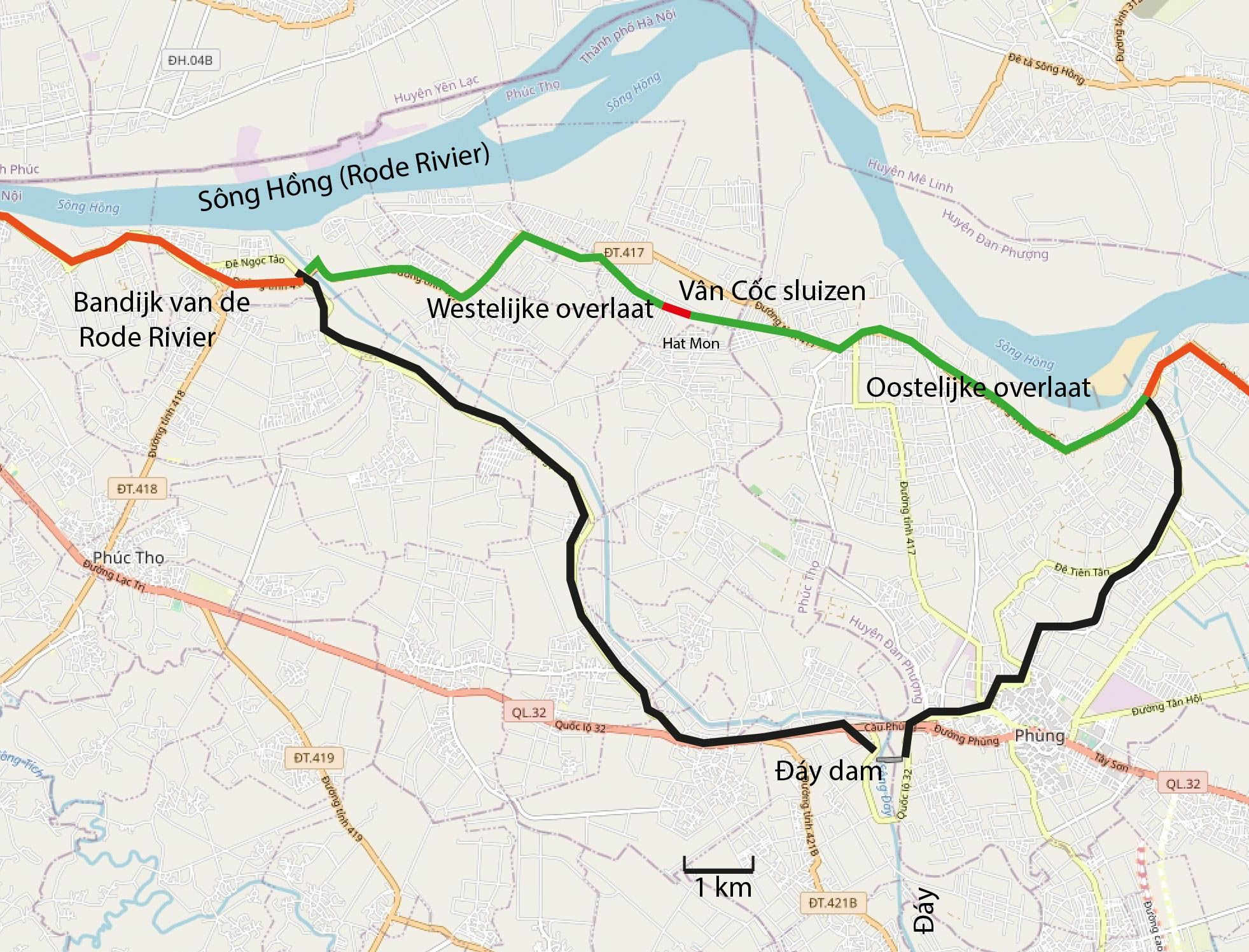
Het retentiegebied tussen de Van Coc-sluizen en de Day-dam

Het systeem werkte goed: meestal werd het water via de Rode Rivier afgevoerd; in de periode tussen 1937 en 1966 is de keersluis vier keer geopend, met als nadelig bijverschijnsel dat de bewoners van het gebied wel geëvacueerd moesten worden. Een ander groot probleem was dat het gebied tussen de Rode River en de Day-dam bij hoge afvoer van de Rode Rivier ook onder water kwam. Dit gebied van 434 ha in de gemeente Hat Mon was behoorlijk dicht bevolkt. In 2001 bedroeg de totale bevolking van Hat Mon 7111 mensen met 1609 huishoudens. Voor 1966 werd dit gebied in elk regenseizoen overstroomd, normaal gesproken van juli tot september, of soms eind juni of begin oktober. Het schijnt dat de eerste bewoning van Hat Mon plaats vond rond het begin van de jaartelling. Aanvankelijk vestigden ze zich waar mogelijk in de hoger gelegen en minder overstroomde gebieden om daar rijst te planten. De belangrijkste velden en huizen in die gebieden werden beschermd door kleine lokale dijken, waarvan de oudste dijk meer dan 500 jaar geleden is aangelegd. Veel lokale mensen verhuisden naar de alluviale gebieden en bouwden daar huizen in de periode 1950–1960. Hat Mon was een van de laagstgelegen gebieden in het district Phuc Tho; daarom leden ze bij overstromingen grote schade. De inundatiediepte schommelde vaak tussen 1 m en 3 m diepte. In de historische overstroming van 1945 was de inundatiediepte in Hat Mon 4,5 m.

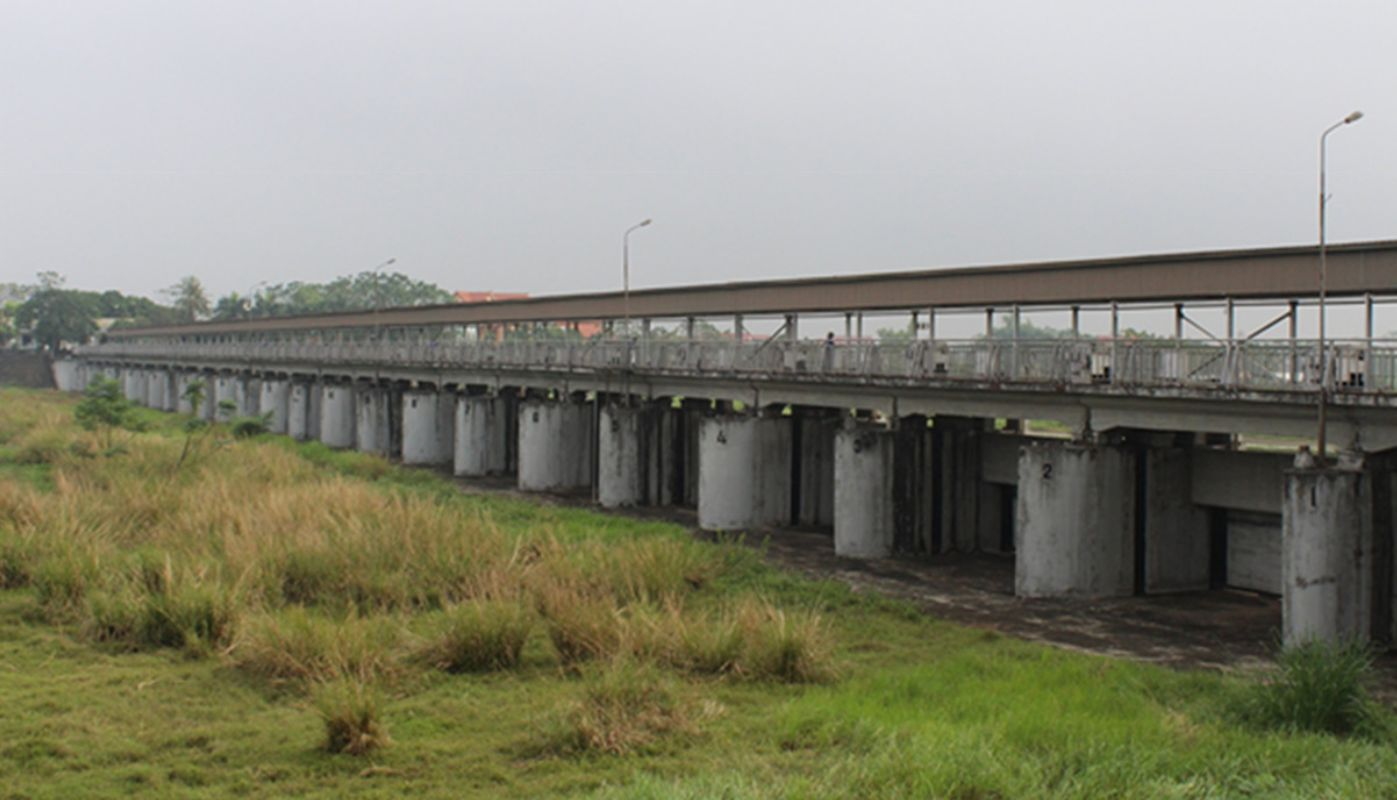
De Van Coc-sluizen

Vanwege deze grote jaarlijkse schade werd in 1966 een bandijk aan de noordzijde van dit gebied aangelegd om deze overstromingen te voorkomen. Maar bij hele grote afvoer van de Rode Rivier was het wel nodig dat de overlaat bij de Day-dam in werking zou kunnen treden om water af te voeren. Hiervoor was het nodig om een tweede spuisluisconstructie aan te leggen, de Van Coc-sluizen. Deze keersluis heeft 26 openingen, maar daarnaast is de dijk aan beide zijden van het sluizencomplex een verlaagde bandijk op ongeveer 15 m boven zeeniveau (1,5 km en 6 km). Deze overlaatconstructie zorgt er voor dat als de waterstand te hoog wordt, het gebied van Hat Mon automatisch geïnundeerd wordt.
Als de overlaat in werking gesteld wordt, wordt 5000 m3/s via de Day afgevoerd. De Van Coc-sluis moet in werking gesteld worden als bij Hanoi een waterstand van 13,4 m boven zeeniveau verwacht wordt.
De Day werd hierdoor een dode rivier, en de waterkwaliteit verslechterde snel. Na 1966 kregen bewoners binnen die dijk niet meer elk jaar te maken met overstromingen, behalve in de jaren waarin overstromingen werden omgeleid naar deze zone (1969, 1971, 1977) of bij dijkdoorbraken (1986). In die jaren was het overstromingswater ongeveer 2 à 3 m diep. In tijden dat overstromingen werden omgeleid naar de Day werd de lokale bevolking door de regering voorzien van rijst en tarwemeel.
In 1985 was aan het criterium van een te hoge waterstand in Hanoi voldaan, maar de overheid van Vietnam wilde toch niet het besluit nemen om de sluizen te openen, vanwege de grote sociale problemen die daarbij zouden ontstaan in het stroomgebied van de Day. Hierdoor werd de belasting op de Hat Mon-overlaat te groot, en deze brak door.

## Relatie met de Hòa Bìnhdam

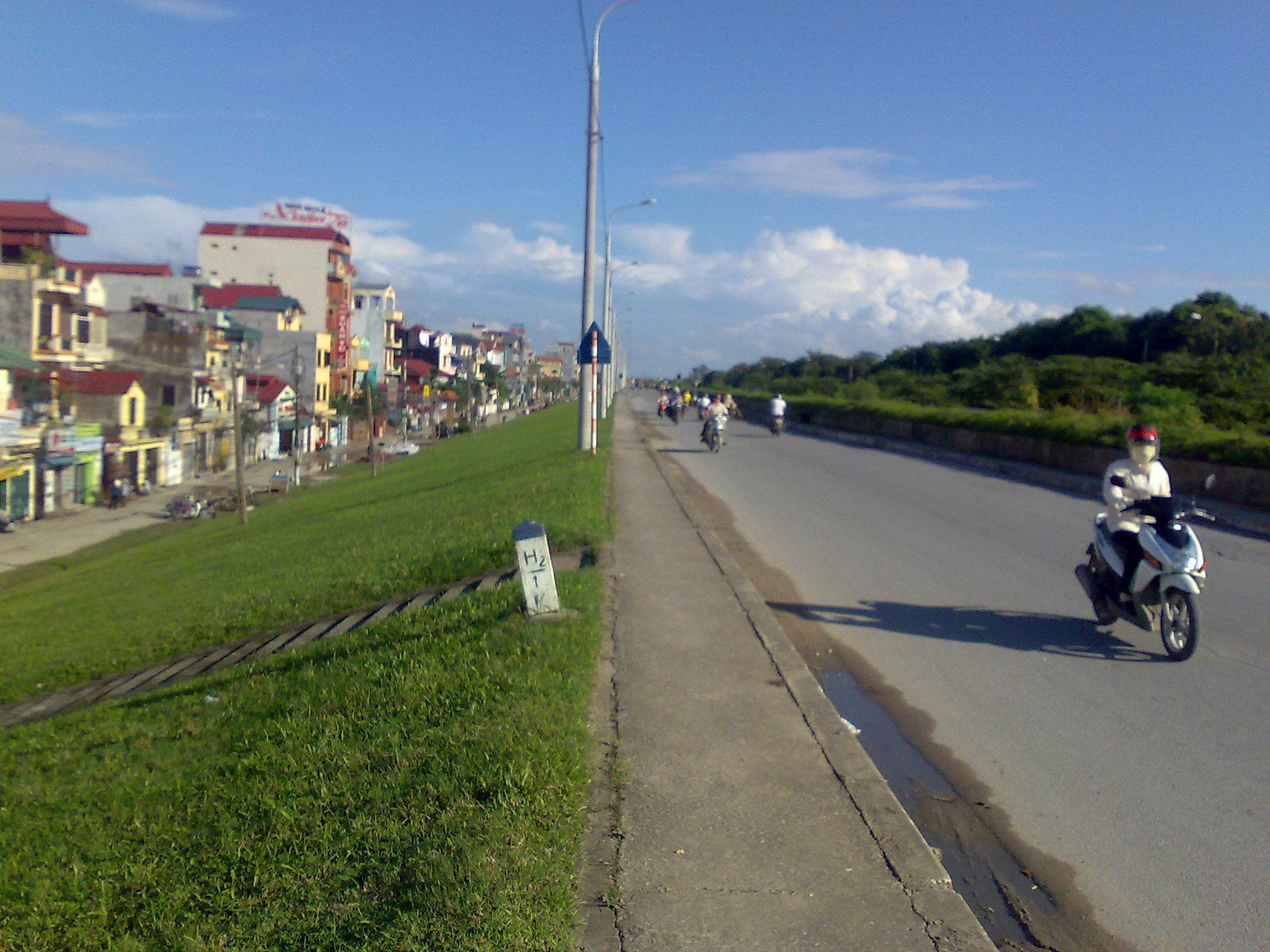
De rivierdijk in Hanoi (linker oever)

In de periode 1979-1994 is in de Zwarte Rivier (Sông Đà) een stuwdam gebouwd, de Hòa Bìnhdam bij de plaats Hòa Bình. In 1988 was de dam zelf gereed, en in de periode 1988-1994 zijn de laatste generatoren geplaatst. Door de aanleg van deze dam worden extreme hoogwatergolven in de benedenstroom van de Rode River afgevlakt (ze worden minder hoog, maar duren langer). Hierdoor is de noodzaak om de Day-overlaat te gebruiken aanmerkelijk verminderd. Tevens zijn na 2000 de dijken langs de benedenloop van de Rode Rivier aanzienlijk verbeterd. Alhoewel het systeem van de Day-overlaat nog steeds in stand gehouden wordt, gaat met er vanuit dat dit systeem niet meer gebruikt wordt. Na 2000 worden er geen beperkingen meer opgelegd aan bebouwing in het bekken van de Day.

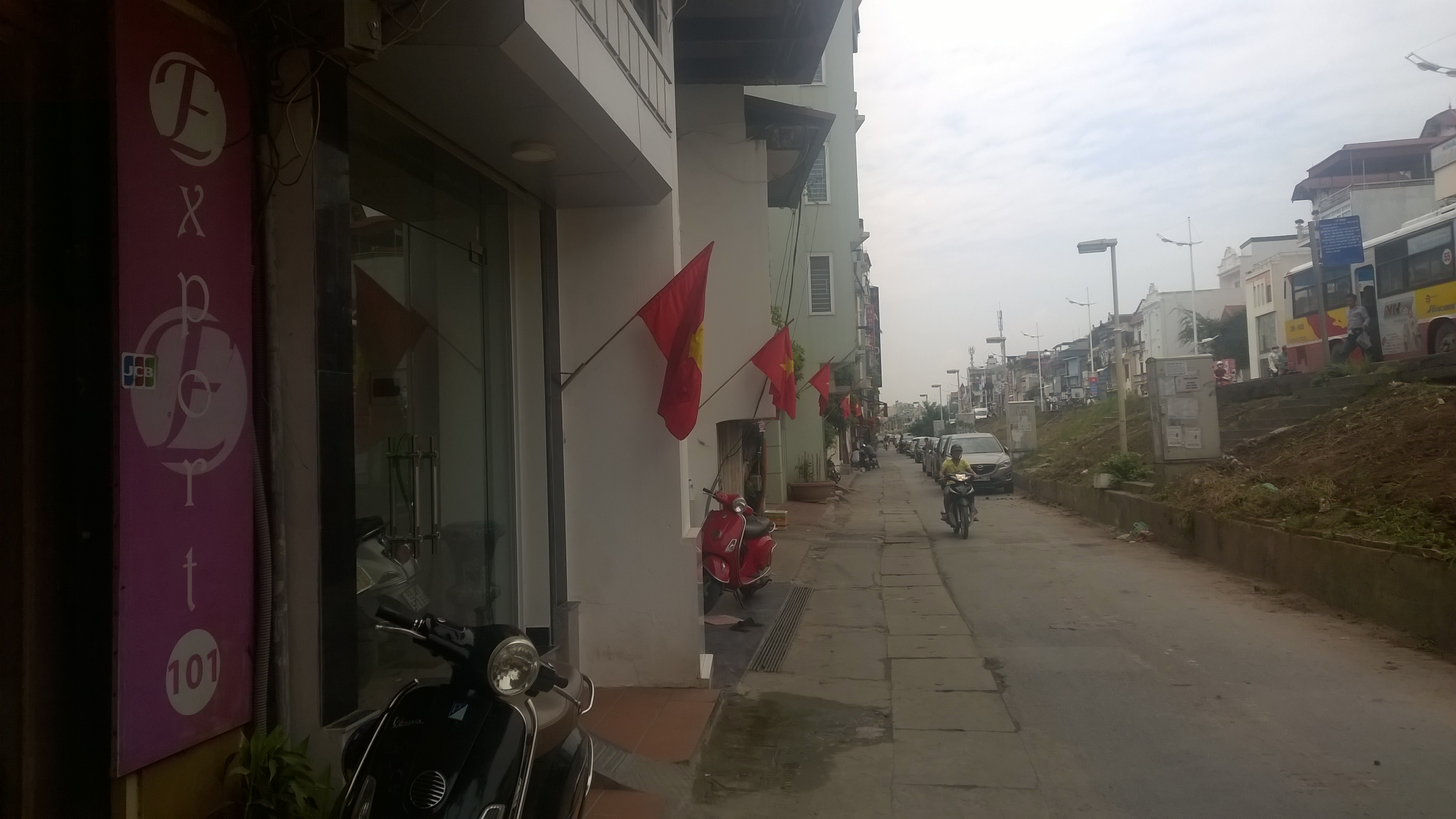
Bandijk (rechts op de foto) op de rechter oever van de Rode Rivier in Hanoi

Wel loopt men in Hanoi tegen hetzelfde probleem aan als wat optreedt bij veel van de Nederlandse rivieren. Door de groei van de stad is de bebouwing aan beide zijden van de bandijk dermate dicht geworden dat er geen plaats meer is voor klassieke dijkverhogingen (d.w.z. door de dijk hoger, en dus ook breder te maken).

## Lokale bevolking
In alle gemeenten in het stroomgebied van de Day is er een team van lokale mensen dat alle werkzaamheden regelt op het gebied van dijkbescherming en overstromingsbeheer. Bewoners dragen arbeid en materialen bij om de waterkeringen te verbeteren. Omdat ze met overstromingen moest leven, kende de volksgemeenschap vanouds strategieën om er mee om te gaan. De huizen zijn gebouwd op een soort terpen van aarde die ongeveer 1 à 1,5 m hoog zijn, afhankelijk van de ligging van de woning. Vanwege waterschade moesten de bewoners hun huizen wel vaak repareren. Bij de overstromingen vielen weinig slachtoffers. Oude mensen, vrouwen en kinderen trokken tijdelijk naar hoger gelegen gebieden. De mannen bleven achter om voor have en goed te zorgen.
Door de jaarlijkse overstromingen is een alluviale laag afgezet die tot 0,40 m dik kan zijn. Daardoor zijn akkers langs de verder zandige rivieroever zeer vruchtbaar. Aan het einde van de 19e eeuw begon de lokale bevolking het braakliggende gebied langs de oever van de Rode Rivier en de Day te exploiteren door rijst en andere gewassen te verbouwen. Bij de periodieke overstromingen werden rijstboeren tijdelijk visser. Anderen werkten als ingehuurde arbeidskracht in naburige dorpen of in de berggebieden. De meeste huishoudens hadden een boot als transportmiddel tijdens het overstromingsseizoen. Ziekten en het gebrek aan schoon water waren ernstige problemen tijdens overstromingen. Mensen waren naderhand minimaal een maand bezig met het schoonmaken van hun leefomgeving. Ondanks dergelijke moeilijkheden reageerde 93% van de respondenten negatief toen hen rond 1990 werd gevraagd of ze met regeringsondersteuning wilden migreren naar hoger gelegen gebieden. De belangrijkste redenen waren:
- De lokale bevolking was ermee vertrouwd dat het gebied eens in de zoveel jaar kan overstromen. Ze weten om te gaan met moeilijkheden tijdens en na hoogwater en zijn in staat de schade te minimaliseren.
- Vietnamese boeren zijn gehecht aan hun geboortegrond en het rijstveld is erg belangrijk voor hen. Door sedimentatie nam de vruchtbaarheid van akkers na overstromingen toe. Dit hielp om de productiviteit te verhogen zonder kosten te maken voor meststoffen.
- Bewoners gaven aan dat zij door ervaring met overstromingen weten om te omgaan. De lokale bevolking heeft een groot gemeenschapsgevoel dat extra tot uiting kwam tijdens overstromingsperioden.[4]